# 强小安
強小安（1964年4月—），曾用名強曉安，男，漢族，陝西长安强坡村人，西安交通大學經濟學專業畢業，博士學歷。1982年10月參加工作，1991年8月加入中國共產黨。

## 生平
起初於長安縣參加工作，後進入西安市政府擔任要職，曾任西安国际港务区管委会主任、西安市发展和改革委员会主任。2017年2月，升任西安市副市長。2020年4月，不再擔任西安市副市長職務。
2020年7月10日，陝西省紀委監委宣布強小安涉嫌嚴重違紀違法，正在接受紀律審查和監察調查。2021年1月12日，遭到开除党籍、开除公职处分。